# Yelizaveta Bondarenko
Yelizaveta Bondarenko (1 de julio de 1999) es una deportista de Rusia que compite en atletismo. Ganó una medalla de bronce en el Campeonato Europeo de Atletismo Sub-23 de 2019, en la prueba de Salto con pértiga.